# Xiao'er
Xiao'er (kinesiska: 孝儿镇, 孝儿) är en köping i Kina. Den ligger i provinsen Sichuan, i den sydvästra delen av landet, omkring 270 kilometer söder om provinshuvudstaden Chengdu. Antalet invånare är 27 762. Befolkningen består av 13 088 kvinnor och 14 674 män. Barn under 15 år utgör 19,0 %, vuxna 15-64 år 69 %, och äldre över 65 år 10,0 %.
Genomsnittlig årsnederbörd är 1 362 millimeter. Den regnigaste månaden är augusti, med i genomsnitt 270 mm nederbörd, och den torraste är december, med 21 mm nederbörd.